# جورج سيلفيان (سياسي)
جورج سيلفيان (بالفرنسية: Georges Sylvain)‏ هو دبلوماسي ومحامي وشاعر وسياسي هايتي، ولد في 2 أبريل 1866 في بويرتو بلاتا في جمهورية الدومينيكان، وتوفي في 1925 في بورت أو برانس في هايتي.